# Oroján István
Oroján István (Battonya, 1947. február 19. –) magyar festő- és szobrászművész. A Békéstáji Művészeti Társaság tagja.

## Életpályája
1965–1969 között a szegedi Juhász Gyula Tanárképző Főiskola román-rajz szakán tanult; mestere: Vinkler László volt. Gyulán él és dolgozik. 1968-tól kiállító művész. 1971-től a Foaia Noastra (A mi lapunk) román nemzetiségi lapnál tördelőszerkesztő volt. 1983-tól a Művészeti Alap tagja. 1998-ban a Párizsi Román Kulturális Központ meghívottja volt. 2000-ben a Magyar Képzőművészek Szövetségének tagja lett. 2004-ben a Velencei Román Kulturális Intézet és a római Academia di Romania meghívottja volt. 2007-ben kiállításával nyílt meg a Budapesti RKI Szegedi Fiókintézete.
Konstruktív szellemű, elvont, geometrikus elemekből építkező, líraian árnyalt táblaképek, pasztellek, grafikák és fából kivitelezett kisplasztikák készülnek műhelyében.

## Kiállításai
| - 1968, 1972, 1974, 1983, 1985, 1995, 1997 Szeged - 1970 Battonya - 1975, 1994 Békéscsaba - 1976, 1988, 1990, 1996-1997, 1999 Gyula - 1986 Eger - 1990 Békésszentandrás - 1991 Arad - 1993 Bukarest, Kolozsvár - 1994 Zürich - 1997 Budapest | - 1970–2000 Békéscsaba - 1975–1984 Budapest - 1982–2000 Szeged - 1990–2000 Gyula - 1995 Esztergom - 1996 Eger, Arad - 1997 Arad, Nagybánya |

## Díjai, kitüntetései
- Alföldi Tárlat fődíja (1995)
- Lovagkereszt tiszti fokozata (Románia) (2005)
- Szegedi Táblafestészeti Biennálé fődíja (2006)
- A Magyar Érdemrend lovagkeresztje (2006)